# نظام وحدات
نظم القياس هو مجموعة من الوحدات التي يمكن استخدامها لتحديد أي شيء يمكن قياسه وكانت مهمة تاريخياً، لاستخدامها في التجارة. وتستخدم نظم القياس في قياس المسافة والوزن والكتلة والوقت، ويكثر استخدامها في الفيزياء والرياضيات والكيمياء.

## وحدات القياس

### وحدات القياس الأساسية
و هي سبع كميات فيزيائية وباقي الكميات تعتبر مشتقة من الأساسية وهي
- 1 - الطول وحدته المتر
- 2- الزمن وحدته الثانية
- 3- الكتلة وحدتها الكيلوغرام
- 4 - شدة التيار وحدتها الأمبير
- 5 - درجة الحرارة وحدتها الكلفن
- 6 - شدة الإضاءة وحدتها شمعة
- 7 - كمية المادة ووحدتها المول

## نظام الوحدات الدولي

غلاف كتيب [http://www.bipm.org/en/publications/brochure النظام الدولي للوحدات

النظام الدولي للوحدات (SI) نظام وحدات القياس الأوسع انتشارا في العالم، وهو يستخدم في كل بلدان العالم باستثناء الولايات المتحدة الأمريكية.

### الوحدات الأساسية
| الاسم    | الرمز   | الكمية               |
| -------- | ------- | -------------------- |
| متر      | م - m   | طول                  |
| كيلوغرام | كغ - kg | كتلة                 |
| ثانية    | ثا - s  | زمن                  |
| أمبير    | أ - A   | تيار كهربائي         |
| كلفن     | ك - K   | درجة الحرارة المطلقة |
| شمعة     | cd      | شدة الإضاءة          |
| مول      | mol     | كمية المادة          |